# Dois Riachos
Dois Riachos (Dos Riachuelos) es un municipio brasileño ubicado al occidente del estado de Alagoas. Tiene una población de 10.879 habitantes (2014) y un área de 142,3 km².

## Geografía
A una altura sobre el nivel del mar de 200 m, Dois Riachos goza de un clima tropical seco, con una temperatura máxima que oscila entre los 25 °C y los 35 °C. La base de su economía es la agricultura. Al lugar se llega por la autopista BR-316.
Dois Riachos es el lugar de origen de la famosa futbolista brasileña de Marta Vieira da Silva.